# 栃木県道317号西那須野停車場線
栃木県道317号西那須野停車場線（とちぎけんどう317ごう にしなすのていしゃじょうせん）は、栃木県那須塩原市を通る一般県道である。

## 路線概要
- 距離：1.085km

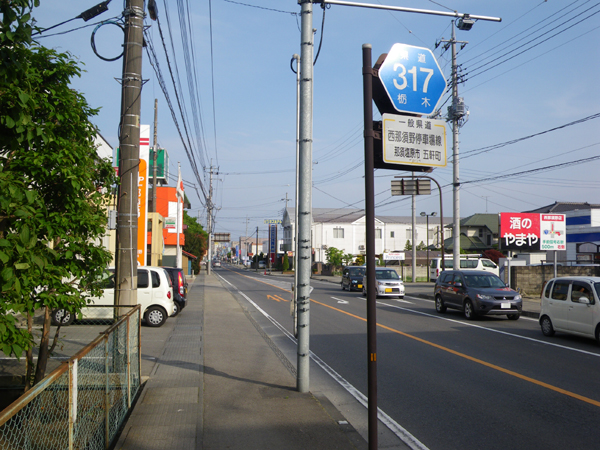
終点の三島交差点付近から起点方向を望む。左側は西那須野郵便局。

- 起点：栃木県那須塩原市永田町（JR西那須野駅）
- 終点：栃木県那須塩原市五軒町（三島交差点 = 国道4号交点）
- 指定：1974年（昭和49年）3月29日

## 通過する自治体
- 栃木県
  - 那須塩原市

## 交差する道路
- 栃木県道306号西那須野下石上線（那須塩原市永田町）

## 沿線
- JR東日本西那須野駅
- 那須塩原警察署西那須野交番
- 西那須野郵便局
- 足利銀行西那須野支店
- 栃木銀行西那須野支店

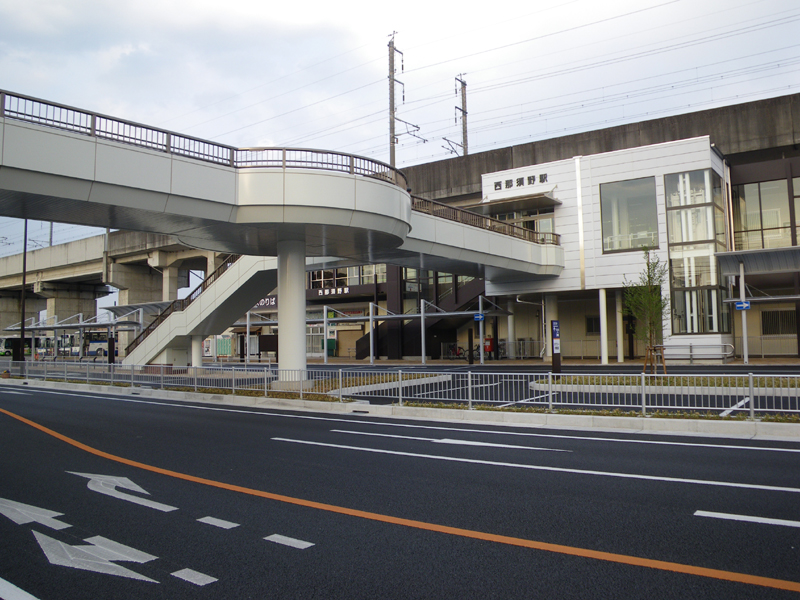
西那須野駅
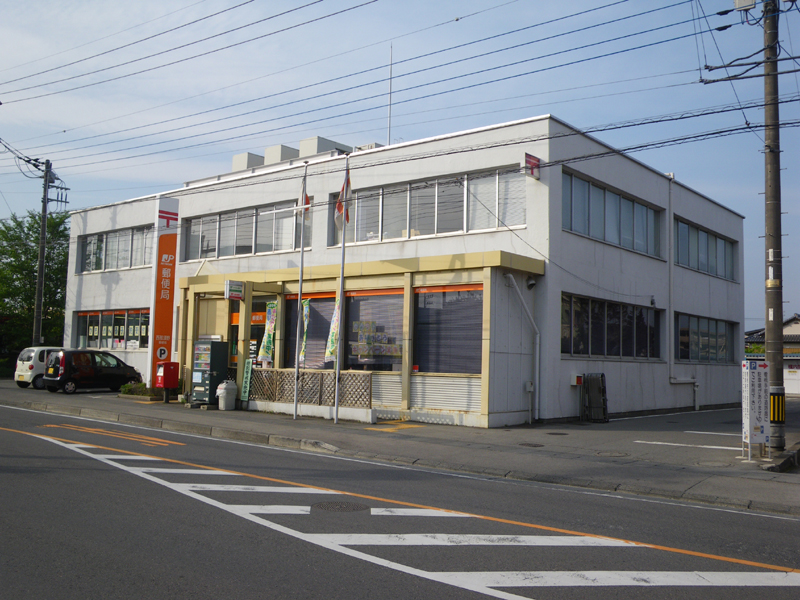
西那須野郵便局